# Hans Oppenheimer
Johann (Hans) Felix Robert Oppenheimer (18 juni 1901, Fürth - 20 maart 1945, Bergen-Belsen) was een Duitse socioloog en bankier van joodse afkomst. Na een veelbesproken doctoraat werkte hij bij een bank. Van 1936 tot 1943 leefde hij in ballingschap in Nederland vanwege de jodenvervolging in nazi-Duitsland en werd in 1944 op transport gesteld naar het concentratiekamp Bergen-Belsen, waar hij in 1945 stierf.

## Leven
Geboren in 1901 was Oppenheimer de zoon van de algemeen directeur Josef Oppenheimer (1866-1943) en zijn vrouw Meda Oppenheimer (1876-1943), née Baum. Hij studeerde aan de filosofische faculteit van de Ruprecht-Karls-Universiteit Heidelberg, onder meer bij Heinrich Rickert, Karl Jaspers, Alfred Weber en Ernst Hoffmann.
Oppenheimer promoveerde in 1924 in Heidelberg en zijn proefschrift werd bekroond met een prijs van de faculteit en een gouden eremedaille als beste van het jaar. Het werk werd vervolgens lovend beoordeeld in zowel Duits- als Engelstalige vakliteratuur en werd veelvuldig geciteerd.
In 1925 verhuisde Oppenheimer naar Berlijn om eerst te werken bij de Berlijnse Kamer van Koophandel en daarna als werknemer bij de Mendelssohn & Co. bank.
In 1927 trouwde Oppenheimer met zijn medestudent Friederike (Rita) Fürst, die ook in Heidelberg studeerde en daar in 1927 promoveerde. De eerste zoon Paul werd geboren in 1928 en de tweede zoon Rudolf (Rudi) in 1931.
Om te ontkomen aan de toenemende nazi-vervolging van joden in Duitsland vluchtte het gezin in 1936 naar het Verenigd Koninkrijk met de bedoeling zich daar te vestigen. De dochter Eve werd als derde kind in Londen geboren. Oppenheimer kreeg echter geen immigratievergunning.
Uiteindelijk slaagde Oppenheimer er in 1936 in om overgeplaatst te worden naar het Amsterdamse filiaal van zijn bank. Hij verhuisde naar Heemstede in Nederland, waar hij al snel werd gevolgd door zijn vrouw en kinderen, evenals de ouders van zowel hem als zijn vrouw.
Vanaf 1939 woonden zijn ouders een tijd op de Jacob de Witstraat 16 in Heemstede. Naar aanleiding hiervan ging Oppenheimer na de Duitse bezetting van Nederland in mei 1940 met vrouw en kinderen naar het Noord-Hollandse Naarden. Daar werden ze tijdens een huiszoeking in juni 1943 opgepakt, eerst naar het doorgangskamp Westerbork en uiteindelijk in februari 1944 naar het concentratiekamp Bergen-Belsen gebracht. De ouders van Oppenheimer zijn in maart 1943 in het vernietigingskamp Sobibor omgekomen en de ouders van Rita Oppenheimer in juli 1943. Rita Oppenheimer stierf in het concentratiekamp Bergen-Belsen op 17 januari 1945, Oppenheimer zelf twee maanden later op 20 maart 1945; haar drie kinderen overleefden. Omdat dochter Eve in het Verenigd Koninkrijk werd geboren, werden zij en haar broers en zussen beschouwd als waardevolle uitwisselingsjoden.

## Geschriften
- Hans Oppenheimer: Die Logik der soziologischen Begriffsbildung mit besonderer Berücksichtigung von Max Weber. In: Ernst Hoffmann, Heinrich Rickert (Hrsg.): Heidelberger Abhandlungen zur Philosophie und ihrer Geschichte. 1. Auflage. J. C. B. Mohr (Paul Siebeck), Tübingen 1925.
- Sauter, J.: Hans Oppenheimer: Die Logik der soziologischen Begriffsbildung mit besonderer Berücksichtigung von Max Weber. (Rezension). In: Zeitschrift für die gesamte Staatswissenschaft. Band 82, Nr. 3, 1927, S. 621 f.